# Арья, Дарий
Да́риус (Да́рий) Андре́ А́рья (англ. Darius Andre Arya; род. 24 февраля 1971, Буффало, Нью-Йорк, США) — американский археолог иранского происхождения. Доктор философии, участник множества научных телепроектов по истории и археологии. Сооснователь и исполнительный директор Американского института римской культуры в Риме.

## Биография
Родился в Буффало (штат Нью-Йорк) в семье выходцев из Ирана. Вырос в г.  Хантингтон, штат Западная Виргиния. Учился и окончил Академию Филлипса в Эксетере (штат Нью-Гэмпшир) в 1989 году и  Пенсильванский университет (штат Пенсильвания) в 1993 году, также учился в Риме (Италия) по программе I.C.C.S. Научные степени магистра (MA) и доктора (PhD) (2002) получил в Техасском университете в Остине (штат Техас). Написал диссертацию в Италии, отрабатывая грант.
Преподавал в США и Италии, участвовал в археологических раскопках. Специализируется на истории Римской Империи. Появлялся в 25 документальных телепроектах.
Проживает с семьей в Риме.